# 中野正剛
中野 正剛（なかの せいごう、1886年（明治19年）2月12日 - 1943年（昭和18年）10月27日 ）は、日本のジャーナリスト、政治家。東方会総裁、衆議院議員。号は耕堂。

## 経歴

### 生い立ち・学生時代
旧福岡藩士・中野泰次郎とトラの長男として、福岡県福岡市西湊町58番地（現・中央区荒戸）の伯父・中野和四郎宅で生まれる。幼名は甚太郎。中野家は代々福岡藩の御船方であり、父・泰次郎の代に分家し福岡市西町（現・中央区今川）で質屋を家業としていた。母・トラは福岡県糸島郡元岡村（現・福岡市西区元岡）で醤油醸造業を営んでいた黨又九郎の長女。
幼少時より腕白坊主で、福岡師範付属小学校時代は同級生に緒方竹虎の兄・大象がいた。
14歳で福岡県中学修猷館（現・福岡県立修猷館高等学校）に進学したが、幼少時から家業の質屋を毛嫌いし“質屋の甚太郎”と呼ばれるのが不快で、在学中の1903年（明治36年）に自ら正剛（まさかた）と改名する。自分の生涯を正しく剛毅に行く抜こうという意志の表れだったが、“まさかた”と呼んでくれたのは母親だけで周囲は皆“せいごう”と呼んだ。
中学校の柔道教師は飯塚国三郎で、柔道部に入部した中野は同級生の宮川一貫らと稽古に励んだ。学校で柔道をやるだけでは飽き足らなかった中野は市内に土地を買い、「振武館」という道場を旗揚げして生徒仲間らと共に毎晩9時頃まで汗を流すという、到底14歳とは思えない行動力の持ち主でもあった。カリエスを患い、1年間休学した。
1905年（明治38年）修猷館を卒業後、早稲田大学高等予科に進学し、家族と一緒に上京している。
修猷館時代に出会った緒方竹虎とは、早稲田大学や東京朝日新聞社でも行動を共にし、大学時代には2人で下宿をしていた時期もあった。
学費や生活費を稼ぐために、三宅雪嶺の『日本及日本人』に寄稿。そして、このことが縁となって、玄洋社を主宰する頭山満と知り合う。

### ジャーナリストとしての活躍と政界進出
1909年（明治42年）7月早稲田大学政治経済学科を卒業し、同級生だった風見章とともに、東京日日新聞（現・毎日新聞）を発行していた日報社に入社、同年11月退社。同年12月東京朝日新聞（東朝、現・朝日新聞）に入社。1911年（明治44年）11月大阪朝日新聞に移り、1913年（大正2年）8月京城特派員、1915年（大正4年）3月から1916年（大正5年）7月にかけて欧米留学。朝日新聞では、「戎蛮馬（じゅうばんば）」のペンネームで「朝野の政治家」「明治民権史論」などの政治評論を連載し、政治ジャーナリストとして高い評価を得た。この間、1913年（大正2年）に三宅雪嶺の長女・多美子と結婚している。仲人は、頭山満と古島一雄であった。
1916年（大正5年）7月大阪朝日新聞を退職し、東方時論社に移って社長兼主筆に就任。
東方時論社に移った翌年の1917年（大正6年）4月、衆議院議員総選挙に立候補するも、落選（立候補した選挙区の当選者は松永安左エ門）。
しかし、日本外交を批判的に論考した『講和会議を目撃して』がベストセラーとなり、勢いをつけ、1920年（大正9年）5月の総選挙で当選する。以後、8回当選。当初は無所属倶楽部を結成するが、1922年（大正11年）に革新倶楽部結成に動く。その後も憲政会・立憲民政党と政党を渡り歩いた。1925年（大正14年）にカリエスが悪化し、1926年（大正15年）6月左足を切断、義足となる。
民政党時代は、党遊説部長として、永井柳太郎と臨時軍事費問題や張作霖爆殺事件を田中義一内閣に迫り、反軍派政党人として名を馳せた。また、政府では、内務大臣だった濱口雄幸の推薦で、三木武吉の後任の大蔵参与官や逓信政務次官などを歴任した。1928年（昭和3年）1月から1929年（昭和4年）4月まで九州日報社長も務めた。

### 独伊への訪問
1931年（昭和6年）12月、挙国一致内閣を提唱していた親軍派の安達謙蔵と民政党を離党、1932年（昭和7年）12月国民同盟を結成。さらに1936年（昭和11年）3月には、東則正と東方会を結成し自ら会長となった。
1937年（昭和12年）11月から1938年（昭和13年）3月にかけて、イタリア、ドイツ両国を訪問し、ムッソリーニ、ヒトラーと会見、国際政治の動向について話し合う。秘書として中野に随行した進藤一馬（後の衆議院議員、福岡市長）はムッソリーニを「非常に気さくで体格のいい親しみのあるおじさんといったタイプだ」と言い、ヒトラーは「物静かで知性的な態度であった」と回顧している。またナチスの制服にも憧れ、以後の中野は乗馬ズボンを愛用するようになる。当時の中野自身、国民に圧倒的な支持を受ける両者を偉大な政治家だと認識していたが独ソ開戦後は評価を変えている。（四男・泰雄談）
ヒトラーを評価していた中野だが、フランスのジョルジュ・クレマンソーやイギリスのウィンストン・チャーチルも高く評価していた。福岡市の玄洋社記念館に中野がクレマンソーを称える絵画が収蔵されている。
1939年（昭和14年）には、議会政治否定・政党解消を主張し、衆議院議員をいったん辞職する（翼賛選挙で衆議院議員に当選復帰）。南進論・日独伊三国同盟を支持し、撃栄東亜民族会議を主催した。
1940年（昭和15年）10月大政翼賛会常任総務に就任。1941年（昭和16年）12月太平洋戦争開戦時、東方会本部で万歳三唱するが長期化する戦局に懸念を抱くようになる。

### 東條英機への反発
内閣総理大臣東條英機が独裁色を強めるとこれに激しく反発するようになる。1941年（昭和16年）3月、東條の権力強化に反対するために大政翼賛会を脱会している。同年5月東方会総裁となる。1942年（昭和17年）4月の翼賛選挙に際しても、自ら非推薦候補を選び、東条首相に反抗した。東方会は候補者46人中、当選者は中野のほか、本領信治郎（早大教授）、三田村武夫たち7人だけであった。それでも翼賛政治会に入ることを頑強に拒み、最終的には星野直樹の説得でようやく政治会に入ることを了承した。
1942年（昭和17年）1月1日、朝日新聞に掲載した『戦時宰相論』が東條英機の怒りにふれ発売、配布禁止となる。
1942年（昭和17年）4月から1943年（昭和18年）10月まで、再び九州日報社長を務めた。
そして、同年11月10日、早稲田大学大隈講堂において、「天下一人を以て興る」という演題で2時間半にわたり東條を弾劾する大演説を行った。
この正剛の呼びかけに、学生たちは起立し、校歌「都の西北」を合唱してこたえた。演説会場には東條の命を受けた憲兵隊が多数おり、中野の演説を途中制止しようと計画していたが、中野の雄弁と聴衆の興奮熱気はあまりにすさまじく、制止どころではなくなってしまった。当時、早稲田第一高等学院の学生であった竹下登は、この演説を聴いて感動し政治家の道を志している。このエピソードにみられるように、中野は雄弁家の資質をもった人物であった。
中野の反東條の動きはますます高まり、1943年（昭和18年）正月、朝日新聞紙上に「戦時宰相論」を発表し、名指しこそしなかったものの、「難局日本の名宰相は、絶対強くなければならぬ。強からんがためには、誠忠に謹慎に廉潔に、しかして気宇広大でなければならぬ。幸い、日本には尊い皇室がおられるので、多少の無能力な宰相でも務まるようにできているのである」と東條首相を痛烈に批判した。この記事の内容に東條は激怒し、朝日新聞に対して記事の差し止めを命じた。しかし、東條は中野のこの論文が記事になってから読んだのであり、この差し止め命令はほとんど意味のないものであった。ただし、この影響で『朝日新聞』の縮刷版には「戦時宰相論」は収録されておらず、埋め草として、実際の紙面には掲載されなかった記事が収録されている。
同年3月、第81帝国議会で戦時刑事特別法の審査をめぐって、6月、第82帝国議会で企業整備法案審議をめぐりそれぞれ政府原案に反対した。議会内では鳩山一郎、三木武吉らに呼びかけ、議会で東條内閣に対する批判を展開するが、東條側の切り崩し工作によって両法案反対運動は頓挫する。
議会での反東條の運動に限界を感じた中野は近衛文麿や岡田啓介たち「重臣グループ」と連携をとり、松前重義や三田村武夫らと共に東條内閣の打倒に動きはじめた（松前はこのため報復の懲罰召集を受けてしまう）。こうして中野を中心にして、重臣会議の場に東條を呼び出し、戦局不利を理由に東條を退陣させて宇垣一成を後任首相に立てようとする計画が進行し宇垣の了解も取り付け、東條を重臣会議に呼び出すところまで計画が進行したが、この重臣会議は一部の重臣が腰砕けになってしまい失敗に終わる。

### 逮捕と自殺

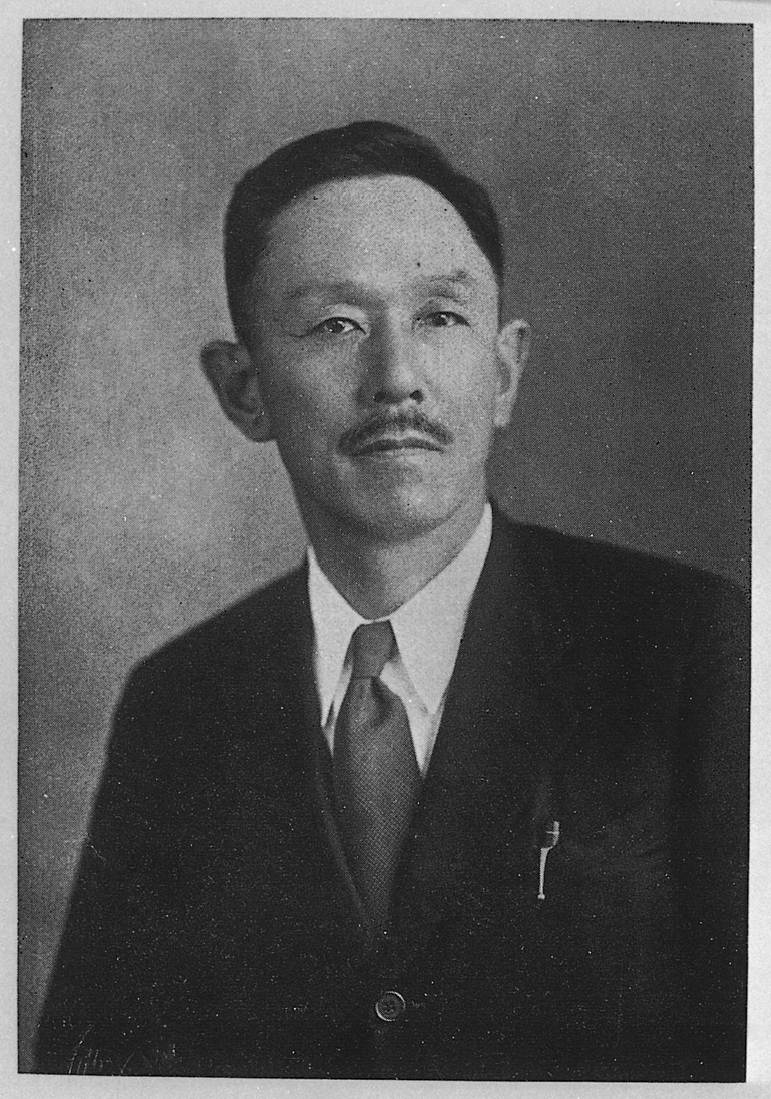
中野正剛

そののち、中野は東久邇宮稔彦王を首班とする内閣の誕生を画策する戦術に切替えたが、東條の側の打つ手は中野の予想以上に早く、まず1943年（昭和18年）9月6日、三田村武夫が警視庁特高部に身柄拘束される（中野正剛事件）。警視庁は10月21日に東方同志会（東方会が改称）他3団体の幹部百数十名を身柄拘束する中で中野も拘束された。東條は大いに溜飲を下げたが、この中野の身柄拘束は強引すぎるものとして世評の反発を買うことになった。結局、中野は10月25日に釈放される。その後、東條の直接指令を受けた憲兵隊によって自宅監視状態におかれ、その後の議会欠席を約束させられたという説がある（戸川猪佐武『東條内閣と軍部独裁』講談社）。
そして同年10月27日自宅1階の書斎で割腹自決、隣室には見張りの憲兵2名が休んでいた。自決の理由はいまだに不明である。中野は次々に息子を失っていて、そのため残った息子を非常にかわいがっていたという。そのため、自殺の原因として、一説には、徴兵されていた息子の「安全」との交換条件だったとも言われている。他に、それまで警察の取調にも屈したこともなかったにもかかわらず憲兵の脅しには屈したことを屈辱に感じたからだとする説、自身がおこなった東久邇宮の首相担ぎ出し工作について、東條サイドに調査攻撃されることにより、皇族に累が及ぶことを懸念していたからだという説、さらに、戦後のラジオ番組『真相はかうだ』は、中野は東條暗殺計画に関与していて、その発覚により東條側から自決を強要され、そうしなければ殺すだけだと脅され従うしかなかったとの見解を披歴している（なお、家には事件当時家族もいて、中野は自身で家族に刀を用意させたものの平静で、とくに家族に異常も感じなかったとされる。『真相はかうだ』では、東條側が中野に「お前は武士だ」「ゆえに自決の機会を与える」「自分で始末をつけないならば、我々で適当に片付けるまでだ」と脅して自決をのませ、憲兵を付けたものと考えられている。この説の根拠として、当時の東京憲兵隊長が「中野を殺したのも自分なり」と酔って自慢したという話を挙げるものもいる。）
自刃する直前に中野はムッソリーニやヒトラーからもらった額をはずし、机上に楠木正成の像と『大西郷伝』を置いたと伝えられている。自決の数時間前、四男泰雄に「千里の目を窮めんと欲し更に上る一層の楼」と色紙に書き、憲兵の目の前で渡している。遺書には「俺は日本を見ながら成仏する。悲しんでくださるな」と書き残されていた。墓所は多磨霊園。

## エピソード
中野は1926年（大正15年）6月に手術ミスで左脚大腿下部切断している。幼年時代の落馬（柿の木から落ちたとする説もある）で左足の関節に痛みを覚えるようになり、一旦は治ったものの、学生時代に柔道の稽古中に骨折、大腿部のカリエスを患って3回手術をしたが完治せず、以来軽いビッコをひくようになった。柔道の稽古に支障はなかったが、この手術のために1年休学し、宮川一貫と同級生になった。後遺症のため成人後に再手術したが、結果、血栓により足の血管が詰まって壊疽を起こし、左足の切断に至った。
休学を余儀なくされた中学修猷館1年の頃、中野は現在の福岡市中央区地行にあった桑畑の土地100坪を購入し、桑の株を掘り起こして更地にし、約20坪の柔道場を建てようと画策。戸畑にあった玄洋社初代社長平岡浩太郎の別荘を訪ねて資金援助を頼み、これを快諾した平岡は別荘で食事を提供し、更に帰りの2等汽車の切符を持たせてくれたという。

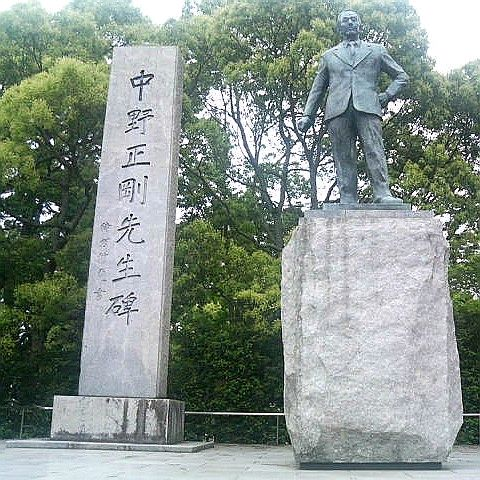
中野正剛の銅像と記念碑

程なく完成した道場を「振武館」と名付け、近所の少年柔道仲間達を夕食後に集めて毎晩9時頃まで自剛天真流の荒々しい柔道稽古を行った。同じ頃、内田良平が16歳で創設した天真館の大将格となっていた同級生の宮川一貫を自然とライバル視するようになっていったが、宮川は既に天賦の才を開花させ、実力は中野よりも上であった。
2人は卒業前の柔道大会で相見えたが、中野は宮川得意の背負投で2本取られて敗れている。この試合を観ていた安川第五郎は後に、「中野さんの負けじ魂は有名だが、闘志を燃やして歯ぎしりをしながら血相を変えて（宮川さんに）飛び掛かっていったあの時の面相は、今でも目に浮かんでくる」と述べている。中野自身も1937年の同窓会誌に「宮川君の柔道はすでに傑出していて自分は彼に敵わないと解っていたが、お互いの後輩たちに、卒業前に勝負をつけてもらおうという空気が出てきて、試合をする事になった」「（試合では）大分長くもみ合ったが、実力の相違で自分が負けた」と寄せている。
大学進学に伴い上京してからも、足が不自由ながらその技量は高く、早稲田大学在学中には東京美術学校主催の柔道大会で、史上最強の柔道家といわれ黒澤明の監督作品『姿三四郎』のモデルの一人ともされている徳三宝と試合をして勝ったほどである。当時講道館初段位の中野は同3段で既に講道館随一の大豪と知られた徳と試合をして、見事な支釣込足でこれに一本勝を収め、嘉納治五郎館長から特別賞を受けた。この史実は柔道界でもあまり知られていないが、試合の主審を務めていた三船久蔵も「徳君は滅多に負けた事が無いので、稀に負けると大騒ぎされた」「あの時は、中野さんの右の支釣込足が見事に決まって、徳君が畳を背負ったよ」と述懐している。
なお、中野が中学時代に設立した柔道道場「振武館」はその後再建され、現在では福岡市の鳥飼八幡宮にて運営。大相撲九州場所の際は、毎年九重部屋の宿舎として活用されている。境内では道場と共に、1950年3月27日に設置された中野の銅像も目にする事が出来る。

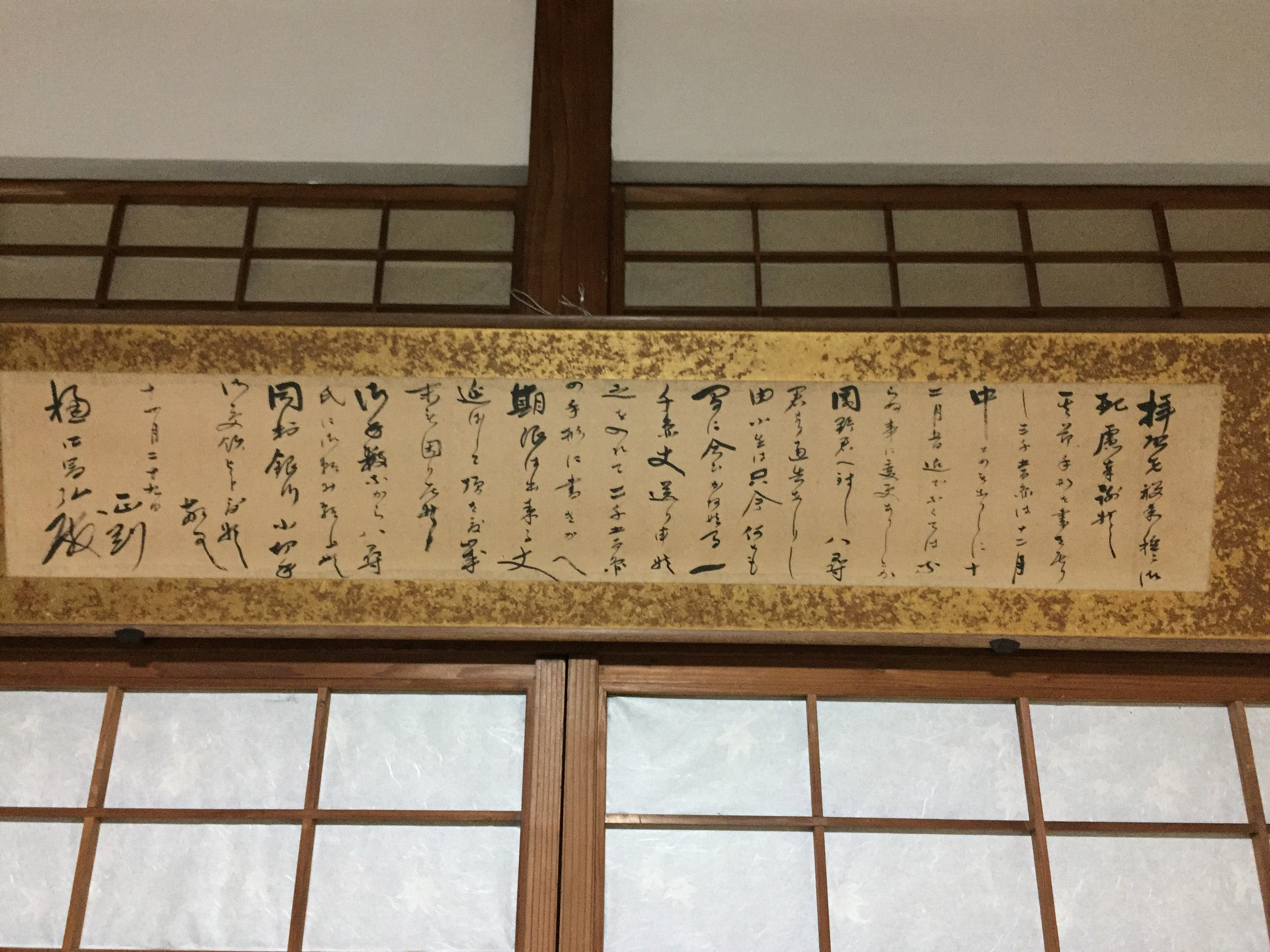

## 人物評
- 緒方竹虎は、「いったん思い込むと、憑かれたようになる」と評し、清瀬一郎も「いつも、オードブルだけ食べて、まずいと思えば、すぐに出て行ってしまう。決してデザートの時間まで席にいない」と同様に評した。

- 自宅では数人の学生達を起居させ、食事や学費の面倒をみていた。書生の一人、長谷川峻（後の労働相・運輸相）に、庭のスズメの群れを見て「あのスズメに茶碗のご飯粒を分けてやっても大した事は無い、しかしスズメは腹を満たし大空に飛んでゆく。君達もここから思い切り飛びたて」と話した心温まるエピソードが残っている。

## 著作等
- 『八面鋒 朝野の政治家』博文館、1911年10月。NDLJP:778592。
- 『明治民権史論』有倫堂、1913年3月。NDLJP:950591。
  - 『明治民権史論』葦書房、1994年1月。ISBN 9784751205440。
- 『七擒八縦』東亜堂、1913年5月。
- 『我が観たる満鮮』政教社、1915年5月。NDLJP:953853。
  - 『我が観たる満鮮』小島晋治監修、ゆまに書房〈大正中国見聞録集成 第1巻〉、1999年4月。ISBN 9784897146652。
- 『世界政策と極東政策』至誠堂書店、1917年2月。NDLJP:956696。
- 『世界改造の巷より』東方時論社、1919年4月。NDLJP:957974。
- 『講和会議を目撃して』東方時論社、1919年7月。NDLJP:955661。
- 『現実を直視して』善文社、1921年2月。NDLJP:961798。
- 『満鮮の鏡に映して』東方時論社、1921年3月。
- 『露西亜承認論　大正十二年三月二十日衆議院に於ける演説速記　』東方時論社、1923年5月。NDLJP:965639。
- 『露西亜承認論』東方時論社、1923年6月。NDLJP:911177。
- 岡野竜一編輯 編『中野正剛対露支論策集』我観社、1926年4月。NDLJP:1018652。
- 『田中外交の惨敗』平凡社、1928年12月。
- 『国民に訴ふ 中野正剛大演説集』平凡社、1929年4月。NDLJP:1447367。
- 『国家統制の経済的進出』平凡社、1930年7月。NDLJP:1080499。
- 『沈滞日本の更生』千倉書房、1931年8月。NDLJP:1272160。
- 『転換日本の動向』千倉書房、1932年1月。
- 『日本の動向』立憲耕堂会、1932年7月。NDLJP:1455467。
- 野口保元編輯 編『満洲国即時承認を高調す 駒井長官を迎へて』東京講演会、1932年8月。
- 『大満洲国建設に就て 駒井氏を迎へて』東京講演会、1933年4月。
- 『国家改造計画綱領』千倉書房〈東方会叢書 第1輯〉、1933年10月。NDLJP:1448399 NDLJP:1454098。
- 大阪毎日新聞社編 編『帝国の非常時断じて解消せず』大阪毎日新聞社・東京日日新聞社〈大毎講座 1〉、1934年3月。NDLJP:1267793。
- 『現状崩壊の過程と積極健全政策の提唱』我観社、1935年1月。
- 『日本国民に檄す 北支風雲の煙幕を透して』我観社、1935年12月。
- 『日本拡大強化論』日本講演協会、1936年3月。NDLJP:1270368。
- 『昭和維新と官僚政府の役割』秀光書房、1936年8月。NDLJP:1437051。
- 電気聯合通信社編 編『電力国営案に対し中野正剛氏所信を明かにす』電気聯合通信社、1936年8月。
- 徳富蘇峰、中野正剛、田知花信量『危機線上の日支』東京日日新聞社・大阪毎日新聞社、1936年9月。
- 『支那をどうする 日支問題を如何に解決すべきか』今日の問題社、1936年10月。NDLJP:1446206 NDLJP:1454716。
- 朝風社編輯局編 編『中野正剛氏大演説集』朝風社、1936年11月。NDLJP:1268331。
- 『積極拡大主義の危険性と合理性』東大陸社、1937年3月。NDLJP:1457050。
- 『日本は支那を如何する』育生社、1937年11月。NDLJP:1463497。
- 『伊・独両元首等との時局論争』日本外交協会、1938年3月。NDLJP:1282222。
- 『魂を吐く』金星堂、1938年5月。NDLJP:1268253。
- 『真直ぐに行け』育生社、1938年5月。
- 『全体主義政策綱領』中野正剛・杉森孝次郎編著、育生社、1939年2月。
- 『対支国策の根幹を論ず』東方会西日本支部、1939年7月。NDLJP:1455273。
- 『時局打開 国民運動講演速記録』時局海上協議会事務局、1939年7月。NDLJP:1276827。
- 『難局打開の経綸 紀元二千六百年・日本興廃の岐路』東大陸社、1940年1月。NDLJP:1080458。
- 末次信正、中野正剛『日米危機とその見透し』新経済情報社〈政経懇話会叢書 第1輯〉、1941年2月。NDLJP:1030713。
- 『東方会の旗は進む』東京講演会出版部、1941年4月。NDLJP:1270733。
- 『嵐に立つ日本の政治戦略』東京講演会、1941年4月。
- 『難局突破の指標 新体制実践綱領』新東学社、1941年6月。
- 『新しい政治の方向』（改訂版）東方会宣伝部、1941年9月。NDLJP:1437072。
- 『ルーズヴェルト、チャーチルに答へ日本国民に告ぐ』東方会宣伝部、1941年10月。NDLJP:1455501。
- 『世界維新の嵐に立つ』東方会、1942年1月。NDLJP:1267223。
- 『戦争に勝つ政治』東方会、1942年3月。NDLJP:1455338。
- 『此ノ一戦 国民は如何に戦ふべきか！』鶴書房、1942年4月。NDLJP:1095081。
- 『太閤秀吉』東方同志会出版局〈日本外史講義〉、1943年2月。NDLJP:1058183。
- 『戦争に勝つ政治』武蔵野書房、1943年7月。NDLJP:1442165 NDLJP:1445980。
- 『建武中興史論』正剛会〈中野正剛選集 1〉、1953年11月。

## 親族
- 弟の中野秀人は画家、詩人、評論家。
- 妻の多美子（-1934）は三宅雪嶺・三宅花圃夫婦の娘。大正2年（1913）に結婚。
- 長男の克明は昭和6年(1931)に17歳で北アルプス前穂高で滑落死[13]。
- 次男・雄志は昭和10年（1935）に病死[14]。
- 三男・達彦は「真善美社」社長[15]。
- 四男・中野泰雄は亜細亜大学名誉教授[16]。達彦と泰雄の兄弟は、祖父の三宅雪嶺が関東大震災を機に政教社と分かれて正剛とともに設立した出版社「我観社」[17]を引き継ぐ形で、戦後花田清輝を編集主幹とした「真善美社」（祖父の代表作「真善美日本人」より命名[18]）を父の遺産で経営し、前衛芸術専門誌『綜合文化』等を刊行し、埴谷雄高や安部公房らをデビューさせたが、1948年（昭和23年）に倒産した。
- 従兄弟 中野太三郎（朝鮮総督府官僚）[19]
- 孫　中野民夫（東京工業大学・リベラルアーツ研究教育院・教授）。中野正道（約40年間エジプトで旅行ガイドとして働く）[20]

## 評伝
- 緒方竹虎『人間中野正剛』 新版・中公文庫 1988年 ISBN 4-12-201574-X
- 田々宮英太郎『中野正剛』 新人物往来社 1975年
- 中野泰雄 『アジア主義者 中野正剛』亜紀書房 1988年
- 渡邊行男『中野正剛 自決の謎』葦書房 1996年 ISBN 4-7512-0648-6
- 白戸健一郎『中野正剛の民権─狂狷政治家の矜持　近代日本メディア議員列伝5』創元社 2023年
- 千坂恭二「中野正剛と東方会─日本ファシズムの源流とファシスト民主主義」『思想としてのファシズム』彩流社 2015年 ISBN 978-4-7791-2143-2

## 関連作品
- 『東條を倒せ　戦時下　幻の倒閣運動　～中野正剛と東方会～』（NHK、1984年放送）：中野正剛役・成田三樹夫